# Saguenay (ancienne circonscription fédérale)
Pour les articles homonymes, voir Saguenay.
Saguenay fut une circonscription électorale fédérale des régions du Saguenay—Lac-Saint-Jean, du Nunavik et de la Côte-Nord au Québec. Elle fut représentée de 1949 à 1968.
La circonscription a été créée en 1947 avec une partie de Charlevoix—Saguenay. Abolie en 1966, elle fut redistribuée parmi les circonscriptions d'Abitibi, Charlevoix et Manicouagan.

## Géographie
En 1947, la circonscription de Saguenay comprenait:
- Le comté de Saguenay, excepté les municipalités de Saint-Firmin et Sagard
- Les villes de Baie-Comeau et de Forestville
- L'île d'Anticosti
- Le territoire du Nouveau-Québec

## Députés
1. 1949-1958 — Lomer Brisson, PLC
2. 1958-1962 — Perreault Larue, PC
3. 1962-1963 — Lauréat Maltais, CS
4. 1963-1968 — Gustave Blouin, PLC

- CS = Crédit social
- PC = Parti progressiste-conservateur
- PLC = Parti libéral du Canada